# Eunice djiboutiensis
Eunice djiboutiensis är en ringmaskart som beskrevs av Gravier 1900. Eunice djiboutiensis ingår i släktet Eunice och familjen Eunicidae. Inga underarter finns listade i Catalogue of Life.